# El secret de les abelles
El secret de les abelles (originalment en anglès, Tell It to the Bees) és una pel·lícula de drama romàntic britànic del 2018 dirigida per Annabel Jankel i protagonitzada per Anna Paquin i Holliday Grainger. El guió d'Henrietta i Jessica Ashworth està basat en la novel·la homònima de 2009 de Fiona Shaw.
La pel·lícula es va estrenar en el Festival Internacional de Cinema de Toronto com a presentació especial el 9 de setembre de 2018. El secret de les abelles es va estrenar en versió limitada als Estats Units el 3 de maig de 2019, i va arribar als cinemes al Regne Unit el 26 de juliol. La versió doblada al català es va estrenar al canal La 2 el 9 de juliol de 2022.

## Sinopsi
Amb el seu matrimoni en crisi i amb un fill petit, la Lydia (Grainger) comença a connectar amb la nova metgessa de la ciutat, la Jean (Paquin), que havia conegut el fill de la Lydia després que el noi s'interessés per les seves colònies d'abelles. No obstant això, a l'Escòcia rural de la dècada de 1950, la relació de les dues dones planteja dubtes després que la mare i el fill comencin a viure amb ella després de ser desallotjats.

## Repartiment
- Anna Paquin com a Jean Markham

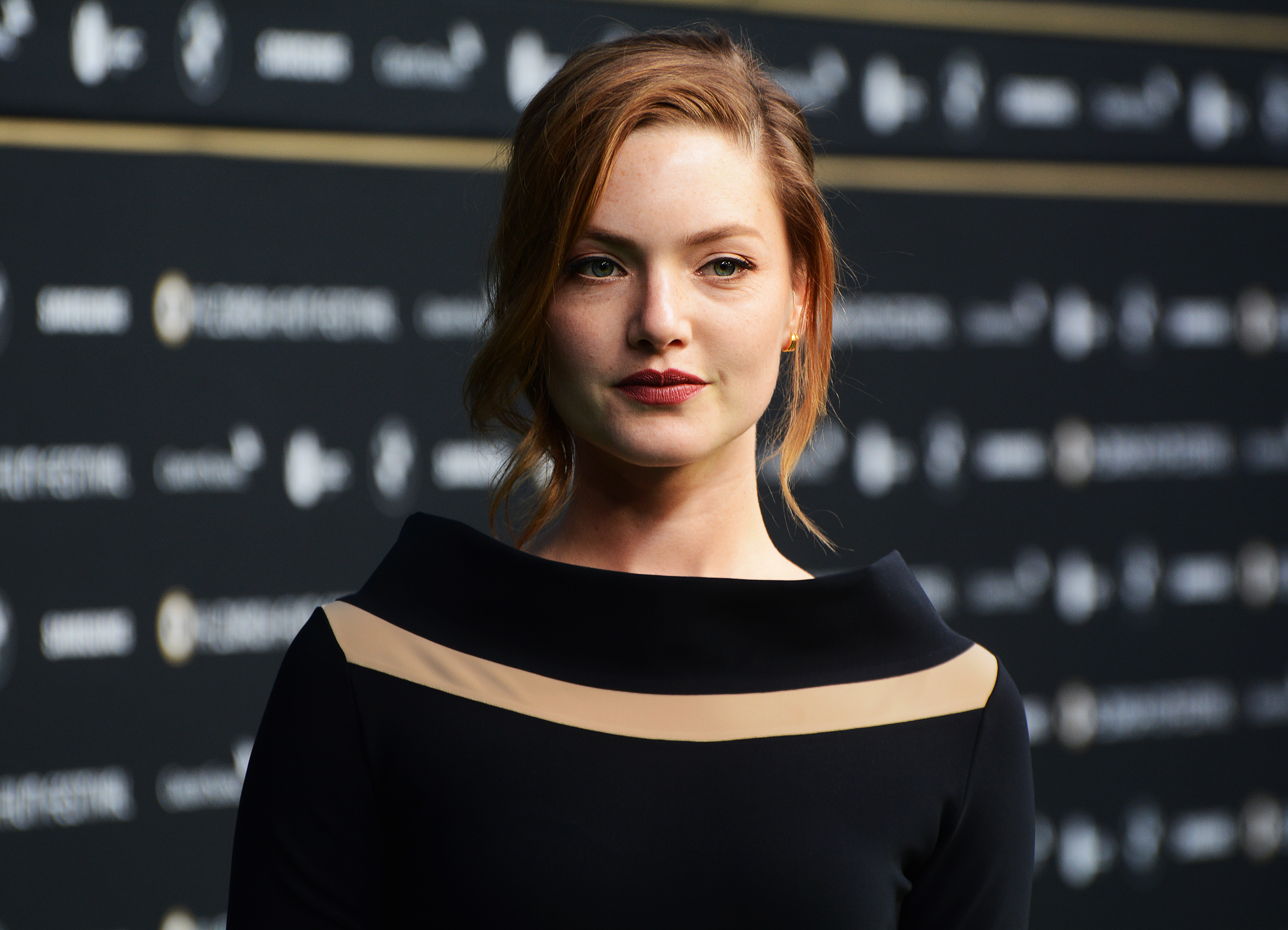
Holliday Grainger durant l'estrena de gala dEl secret de les abelles al Festival de Cinema de Zuric de 2018.

- Holliday Grainger com a Lydia Weekes
- Emun Elliott com a Robert Weekes
- Lauren Lyle com Annie Cranmer
- Gregor Selkirk com a Charlie Weekes
- Billy Boyd com a narrador vocal adult d'en Charlie
- Kate Dickie com a Pam Cranmer
- Steven Robertson com a Jim